# Pheidole dwyeri
Pheidole dwyeri är en myrart som beskrevs av Robert E. Gregg 1969. Pheidole dwyeri ingår i släktet Pheidole och familjen myror. Inga underarter finns listade i Catalogue of Life.